# Bracon angustiventris
Bracon angustiventris är en stekelart som beskrevs av Vladimir Ivanovich Tobias 1957. Bracon angustiventris ingår i släktet Bracon och familjen bracksteklar. Inga underarter finns listade.